# Àguila calçada australiana
L'àguila calçada australiana (Hieraaetus morphnoides) és un ocell rapinyaire de la família dels accipítrids (Accipitridae). Habita en hàbitats variats del continent australià a excepció de les zones de bosc dens. El seu estat de conservació es considera de risc mínim.
És una àliga molt petita, amb una llargària 45 – 55 cm. Semblant a l'àguila calçada europea, ocupa un nínxol ecològic intermedi entre aquesta i els aligots.